# Borhyaena
Borhyaena (gr. "hiena voraz") es un género extinto de marsupiales del orden Sparassodonta, que vivió entre hace veinte y quince millones de años en Sudamérica.

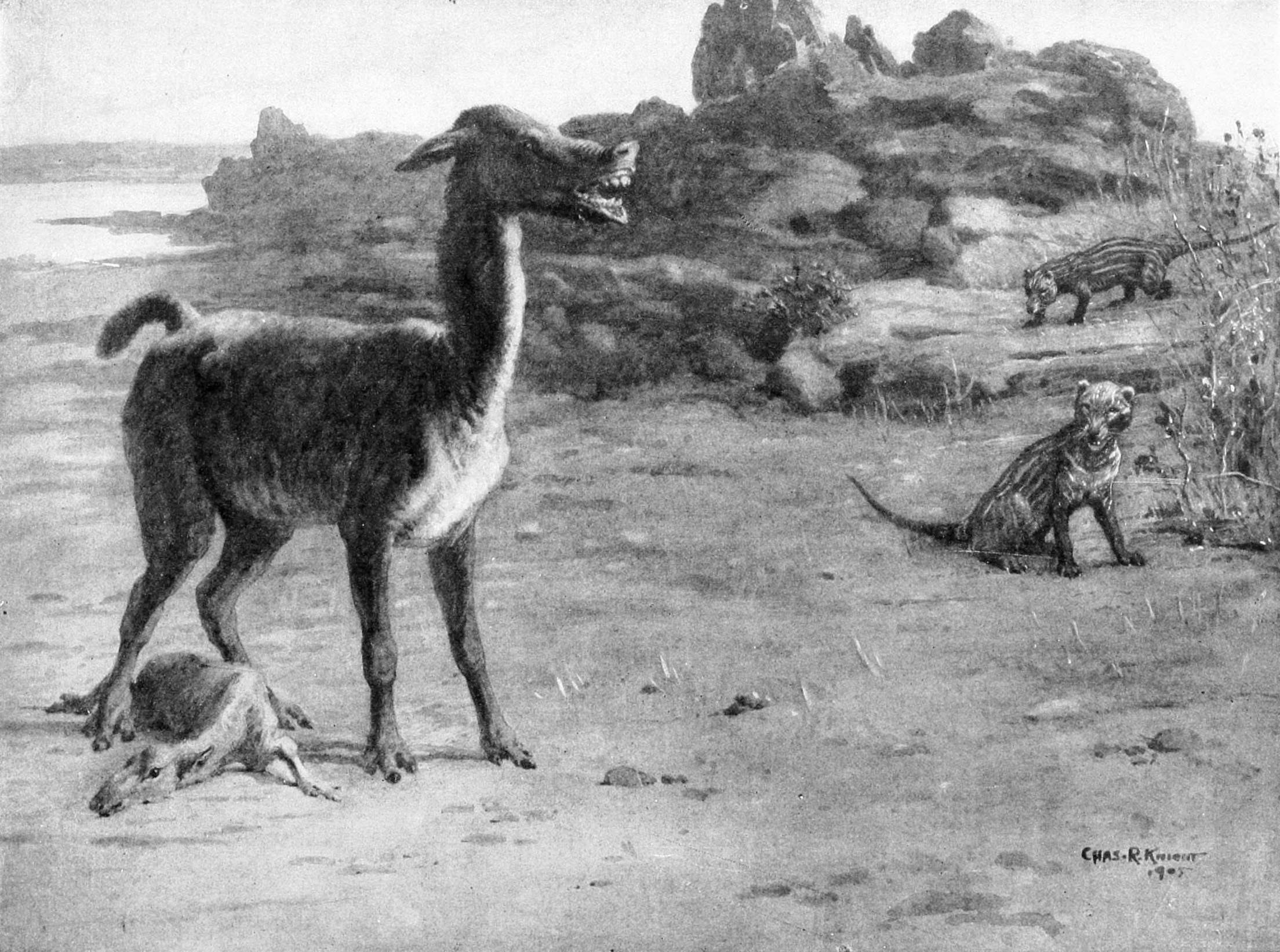
Representación de Theosodon garretorum y Borhyaena tuberata

La reconstrucción más famosa de este animal lo muestra como un carnívoro de cola larga, de gran tamaño y cuerpo robusto. De hecho, las estimaciones recientes de peso de Borhyaena (Argot 2003) indican un animal de aproximadamente 19-29 kg, el equivalente de una pequeña hiena o un lobo, o un tilacino grande. Sin embargo, el cráneo robusto, con sus grandes arcos zigomáticos, indica una masa corporal desproporcionadamente alta debido a los grandes músculos del cráneo y del cuello; Por lo tanto, las estimaciones de masa para el animal entero sobre la base solamente de las proporciones del cráneo (y suponiendo proporciones corporales similares a las de los mamíferos carnívoros existentes) han resultado en estimaciones para Borhyaena de una masa de aproximadamente 74 kg (Van Valkenburgh 1985, 1987). Los potentes músculos del cuello sugieren la capacidad para transportar cargas pesadas.
Siendo sus manos parcial o completamente digitigrada, con garras romas cortas, patas delanteras limitados a un movimiento parasagital y equipadas con una musculatura distal reducida, son rasgos que conjunto indican que Borhyaena era un animal básicamente terrestre y corredor. Sin embargo, sus extremidades no eran tan alargadas como las de los carnívoros corredores actuales. Anteriormente fue descrito como un animal plantígrado, pero las investigaciones hechas sobre su morfología del tobillo y de las extremidades delanteras mostraría que es probable que Borhyaena tuviera también miembros traseros digitígrados (Argot 2003).
Clasificación
Borhyaena fue descrito por primera vez en 1887 por Florentino Ameghino, basándose en restos fósiles encontrados en la Patagonia argentina en estratos del Mioceno inferior. La especie tipo, y también la más conocida, es Borhyaena tuberata, también más tarde encontrada en Chile (Marshall, 1990). Otra especie, B. macrodonta, se describió inicialmente en 1902 por Ameghino como parte de un género en sí mismo, Pseudoborhyaena, y solo fue atribuido posteriormente al género Borhyaena (Marshall, 1978).
Borhyaena es el género epónimo de la familia Borhyaenidae o borhiénidos, un grupo de mamíferos metaterios que se desarrolló durante el Cenozoico en América del Sur, cuando el continente se había quedado aislado de América del Norte. Borhyaena, por las características de su dentadura, recuerda a los creodontes, un grupo de placentarios carnívoros propios de los continentes del norte, con quienes, sin embargo, no está relacionado. Otros borhiénidos son Nemolestes, Australohyaena, Fredszalaya y Eutemnodus.
Paleobiología
Borhyaena, aunque era un animal digitígrado y probablemente más rápido que los otros depredadores de su hábitat, tal vez no era un excelente corredor (debido a sus extremidades más cortas que las de los mamíferos depredadores corredores actuales). Sin embargo, esto no debió de ser un problema: casi todas las presas potenciales de Borhyaena (incluyendo xenartros, astrapoterios, notoungulados y grandes roedores) no eran corredores: en la fauna de la Patagonia del Mioceno inferior, solo los Litopterna (proterotéridos y macrauquénidos) pueden considerarse como corredores (Argot 2004).